# Karl Dietrich Wehrt
Karl Dietrich Wehrt (* 13. März 1747 in Dondangen, Gouvernement Kurland, Kaiserreich Russland; † 17. Januarjul. / 29. Januar 1811greg. Pastorat Groß-Autz, Gouvernement Kurland, Kaiserreich Russland) war ein Theologe deutschbaltischer Herkunft.

## Leben

### Herkunft und Familie
Sein Vater war Johann Wilhelm Wehrt, Gutsverwalter in Dondangen, seine Mutter Catharina Veronica, geborene Streibich. Ein jüngerer Bruder war Johann Magnus (1751–1794).

### Werdegang
Er besuchte drei Jahre die Stadtschule in Libau. Er studierte Theologie in Königsberg (1764) und Jena (1764–1767). Anschließend war er Hofmeister bei Kanzler Dietrich von Keyserling in Mitau. 1773 wurde er Pastor in Baldohn und Thomsdorf in Kurland und 1779 Pastor in Groß-Autz, Alt-Autz und Ihlen in Kurland. Seit 1801 amtierte er als Propst. Wegen Elisa von der Recke war er in einen Broschürenstreit mit Johann August von Starck verwickelt (1788–90).
Er war 1804 in St. Petersburg Mitglied der Kommission betreffend das protestantische Kirchenwesen und Mitarbeiter der Allgemeinen liturgischen Verordnung ... (1805). 1808 wurde er Ehrendoktor der Universität Helmstedt. Er war Mitarbeiter der Berliner Monatsschrift.

## Werke
- Handlungen und Gebete beim öffentlichen Gottesdienste in den Herzogtümern Kurland und Semgallen, 1786